# Багмати-Прадеш
Багмати-Прадеш (непальск. बागमती प्रदेश) — одна из провинций, установленной новой Конституцией в Непале, которая была принята 20 сентября 2015 года.
Территория 20 300 км².

Крупнейший город Катманду.
В состав провинции вошли следующие бывшие административные единицы:
- Багмати
- Джанакпур (частично)
- Нараяни (частично).

Региональные языки: таманг, напали бхаса

## Округа

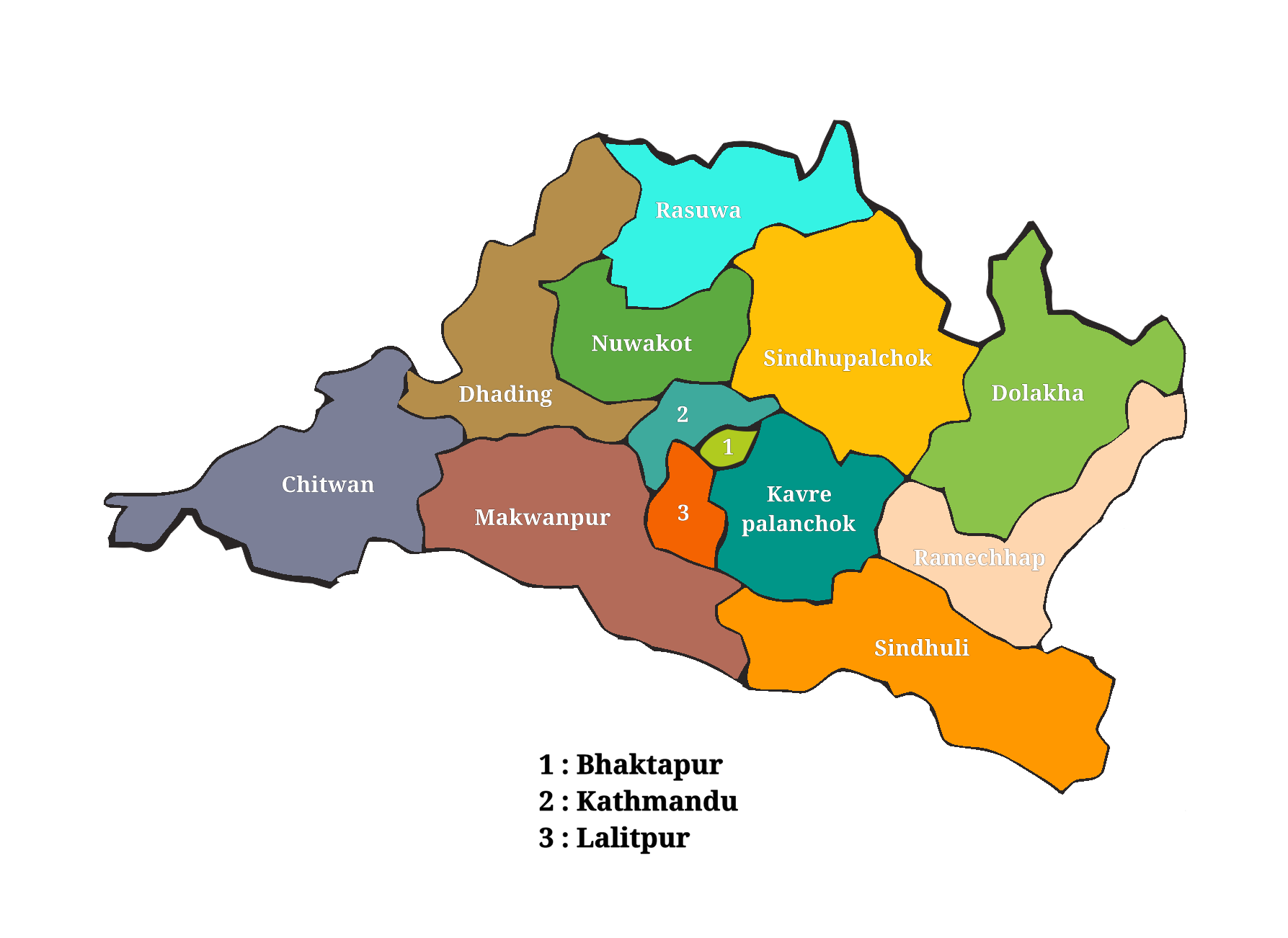
Багмати-Прадеш состоит из 13 районов

Провинция состоит из следующих районов:
1. Долакха
2. Рамечхап
3. Синдхули
4. Каврепаланчок
5. Синдхупалчок
6. Расува
7. Нувакот
8. Дхадинг
9. Читван
10. Макванпур
11. Бхактапур
12. Лалитпур
13. Катманду